# Plouescat
Plouescat (tiếng Breton: Ploueskad) là một xã của tỉnh Finistère, thuộc vùng Bretagne, miền tây bắc Pháp.

## Dân số
Người dân ở Plouescat được gọi là Plouescatais.